# Малыгино (деревня, Москва)
Малыгино — деревня в Троицком административном округе Москвы (до 1 июля 2012 года в составе Подольского района Московской области). Входит в состав поселения Краснопахорское.

## Население
| 1859 | 1890 | 1899 | 1926 | 2002 | 2006 | 2010 |
| ---- | ---- | ---- | ---- | ---- | ---- | ---- |
| 106  | ↗132 | ↘19  | ↗145 | ↘7   | ↗9   | ↗13  |

Согласно Всероссийской переписи, в 2002 году в деревне проживало 7 человек (4 мужчин и 3 женщины). По данным на 2005 год в деревне проживало 9 человек.

## География
Деревня Малыгино расположена в северной части Троицкого административного округа, примерно в 42 км к юго-западу от центра города Москвы, на правом берегу реки Жилетовки бассейна Пахры.
В 4 км юго-восточнее села проходит Калужское шоссе А130, в 13 км к северу — Киевское шоссе М3, в 4 км к юго-западу — Московское малое кольцо А107. В деревне две улицы — Берёзовая и Озёрная, приписано два садоводческих товарищества (СНТ). Ближайшие населённые пункты — село Былово и деревня Поляны. Рядом с деревней Малыгино на реке Жилетовке устроены пруды.

## История
В «Списке населённых мест» 1862 года — казённая деревня 1-го стана Подольского уезда Московской губернии по правую сторону старокалужского тракта, в 22 верстах от уездного города и 19 верстах от становой квартиры, при речке Жилетовке, с 15 дворами и 106 жителями (43 мужчины, 63 женщины).
По данным на 1890 год — деревня Красно-Пахорской волости Подольского уезда с 132 жителями.
В 1913 году — 24 двора.
По материалам Всесоюзной переписи населения 1926 года — деревня Быловского сельсовета Красно-Пахорской волости Подольского уезда в 3,2 км от Калужского шоссе и 14,9 км от станции Апрелевка Киево-Воронежской железной дороги, проживало 145 жителей (68 мужчин, 77 женщин), насчитывалось 28 крестьянских хозяйств.
1929—1946 гг. — населённый пункт в составе Красно-Пахорского района Московской области.
1946—1957 гг. — в составе Калининского района Московской области.
1957—1958 гг. — в составе Ленинского района Московской области.
1958—1963, 1965—2012 гг. — в составе Подольского района Московской области.
1963—1965 гг. — в составе Ленинского укрупнённого сельского района Московской области.
С 2012 г. — в составе города Москвы.